# Roncus antrorum
Roncus antrorum är en spindeldjursart som först beskrevs av Simon 1896.  Roncus antrorum ingår i släktet Roncus och familjen helplåtklokrypare. Inga underarter finns listade i Catalogue of Life.